# Jules Jamin
Jules Célestin Jamin (31 de maig de 1818, a Termes, Ardennes - 12 de febrer de 1886) va ser un físic francès. Va ser professor de física a l'École Polytechnique des de 1852 a 1881 i va rebre la Medalla de Rumford el 1858 pel seu treball sobre la llum. Millora les plaques d'interferència de David Brewster  amb el desenvolupament de l'interferòmetre de Jamin.

Interféromètre de Jamin

Els seus treballs comprenien els temes del magnetisme, electricitat, humitat, i acció capil·lar . Treballant en òptica va descobrir la polarització el·líptica de la llum reflectida per substàncies vítries prop de l'angle de polarització com ja havia predit Augustin-Louis Cauchy.
Es casà a Reims el 1851, amb Theresa Josephine Eudoxia Lebrun (1832-1880), i van tenir una filla, Lucie, que es va casar amb Henri Becquerel, i un fill que va ser el pintor Paul Jamin.

## Obres
- La rosée, son histoire, son rôle (La rosada, la seva història i el seu paper), publicada en anglès per VillaRrose Publishing 2004, ISBN 2-9510883-3-7) —

## Honors
El seu cognom apareix inscrit a la Torre Eiffel.